# آلون موريه
آلون موريه ((بالعبرية: אֵלוֹן מוֹרֶה)) مستوطنة إسرائيلية أُقيمت شرق مدينة نابلس على أراضي المواطنين الفلسطينيين. تتبع المجلس الإقليمي شمرون. والاسم منسوب إلى اسم موقع ورد ذكره في التوراة.
وكانت المحاولة الأولى لإقامة هذه المستوطنة في العام 1974 في مواقع أخرى، مثل حوارة وسبسطية، لكن هذه المحاولة لم تنجح. وأخيرا، نجح المستوطنون في العام 1980، في عهد حكومة مناحيم بيغن، في إقامة هذه المستوطنة. وبلغ عدد المستوطنين فيها عند التأسيس حوالي 250 نسمة، وازداد عددهم إلى ما يُقارب الألف في العام 1999(إحصاء غير دقيق لعدم توفر مراجع أمينة). وقامت حكومات إسرائيل المتعاقبة بتوفير الميزانيات الهائلة لهذه المستوطنة والأراضي اللازمة لإقامة المساكن عليها بعد مصادرتها من الفلسطينيين أو «شرائها» بطرق غير شرعية وغير ذلك من أساليب سلب الأراضي والاحتيال التي استخدمتها الحكومات الإسرائيلية وهيئاتها من أجل الاستحواذ والسيطرة على أراضي الفلسطينيين.